# Geranomyia obesistyla
Geranomyia obesistyla är en tvåvingeart som först beskrevs av Alexander 1940.  Geranomyia obesistyla ingår i släktet Geranomyia och familjen småharkrankar. Inga underarter finns listade i Catalogue of Life.